# Aetomylaeus
Genre
Aetomylaeus est un genre de raies de la famille des Myliobatidae.

## Liste des espèces
Selon World Register of Marine Species (6 aout 2025) :
- Aetomylaeus asperrimus  (Gilbert, 1898)
- Aetomylaeus bovinus  (Geoffroy Saint-Hilaire, 1817)
- Aetomylaeus caeruleofasciatus  White, Last & Baje, 2015
- Aetomylaeus maculatus (Gray, 1834) -- Indo-Pacifique de l'Inde à la Chine en passant par la région indonésienne
- Aetomylaeus milvus (Müller & Henle, 1841) -- Indo-Pacifique de la Mer Rouge à la Chine en passant par la région indonésienne
- Aetomylaeus nichofii (Bloch & Schneider, 1801) -- Indo-Pacifique tropical
- Aetomylaeus vespertilio (Bleeker, 1852) -- Indo-Pacifique tropical

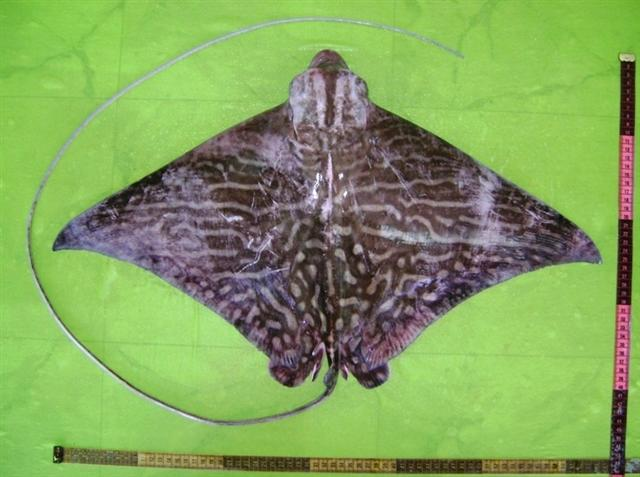
Aetomylaeus maculatus
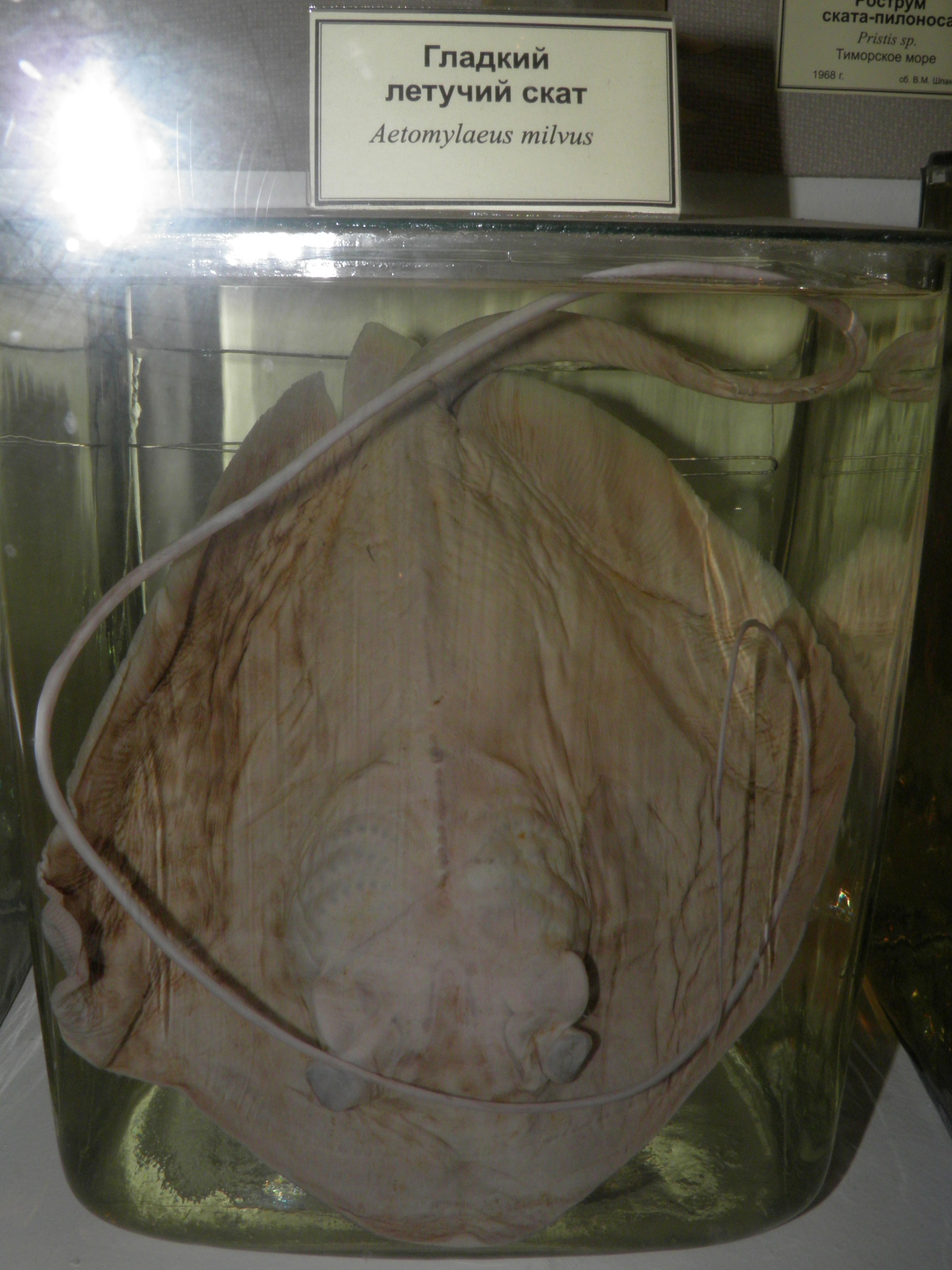
Aetomylaeus milvus
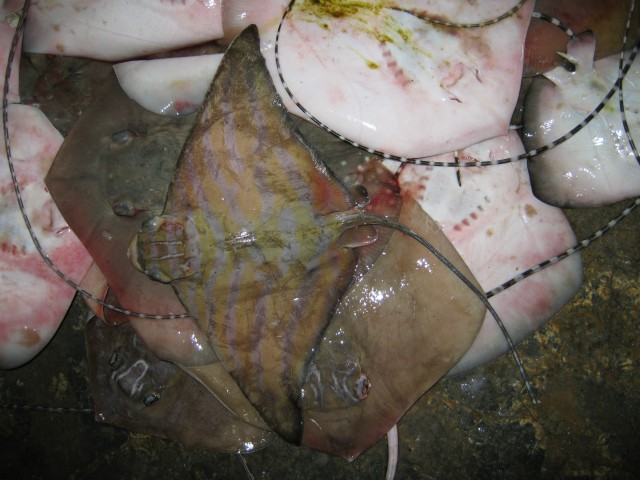
Aetomylaeus nichofii
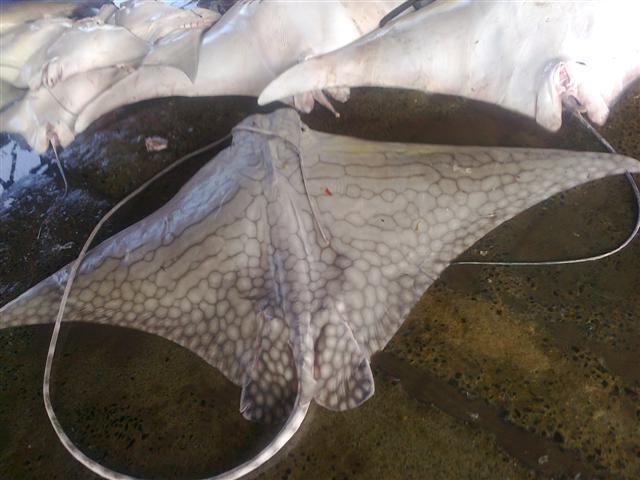
Aetomylaeus vespertilio